# -in
-in – przyrostkowy, przynależnościowy formant przymiotnikowy, charakterystyczny dla polskich nazw miejscowych.

## Formy oraz pochodzenie
Formant -in jest kontynuantem prasłowiańskiego *-inъ i występuje w wielu językach słowiańskich, w tym również w języku polskim. Oprócz męskiej formy -in ma on również postać żeńską -ina oraz nijaką -ino (także odmiany fonetyczne: -yn, -yna, -yno).

## Zastosowanie
Pierwotnie stosowano go w przymiotnikach wywodzących się od rzeczowników żeńskich. W Polsce udokumentowane zastosowanie słowotwórcze pochodzi z XIV–XV wieku w archaicznych oraz odmienionych formach żeńskich: matczyn, siostrzyn, macierzyn, dziewczyn, sędzin itp.

### Nazwy przestrzenne oraz miejscowe
Najczęściej formant ten spotykany jest w nazwach miejscowych, które pierwotnie były przymiotnikami dzierżawczymi wywodzącymi się od nazwiska właściciela lub założyciela miejscowości. Przez dodanie formantu -in do podstawy słowotwórczej będącej imieniem takiej osoby utworzone słowa stawały się rzeczownikami – nazwami miejscowymi.
Przykładami mogą być nazwy miejscowości: Boguszyn, Ciechocin, Kędzierzyn, Lubin, Łęczyn, Myślęcin, Prędocin, Rogalin, Strzelin, Trąbczyn.